# 南魚沼土地改良区

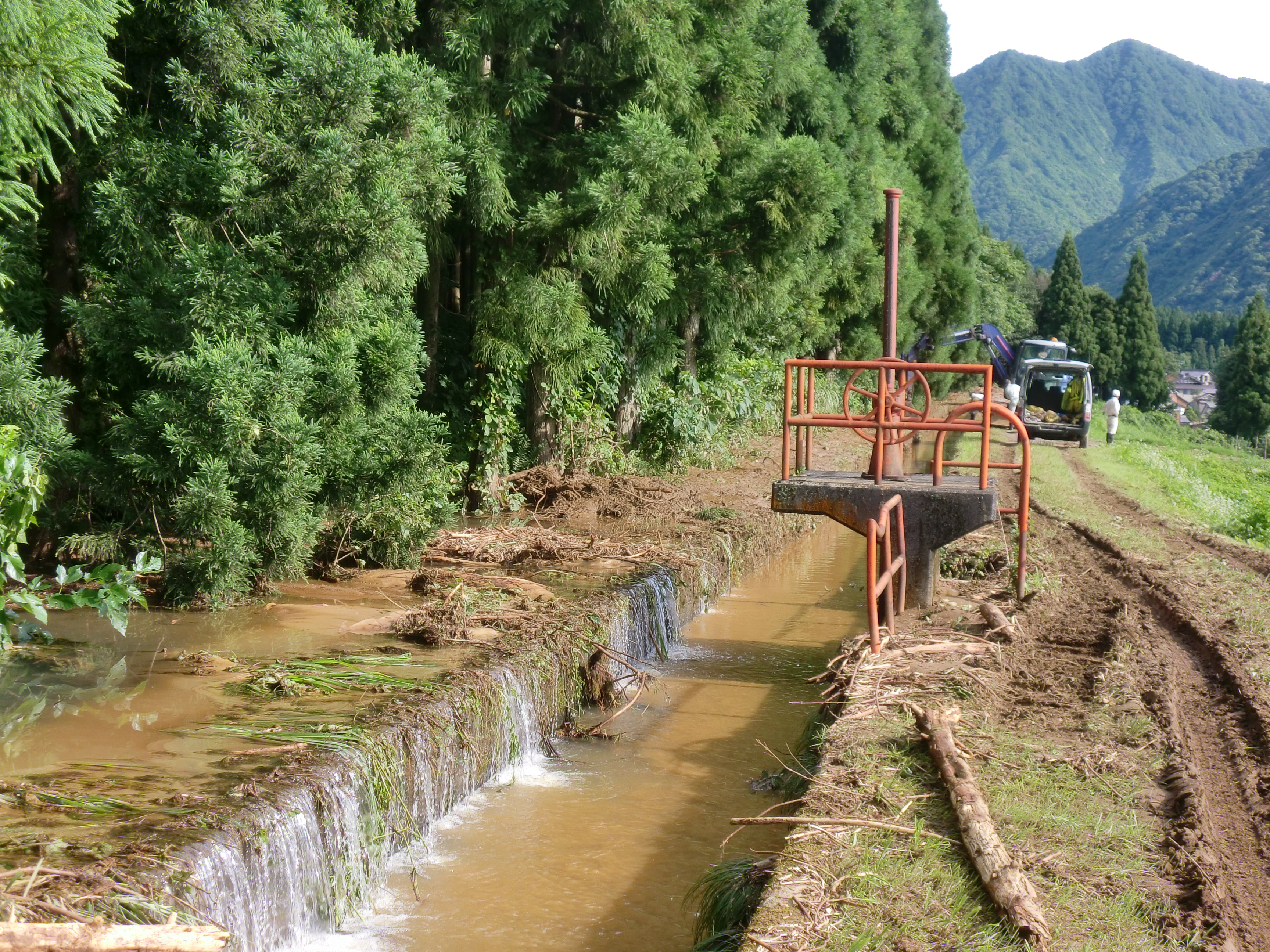
新潟・福島豪雨で出穂期に送水できない登川右岸幹線用水路

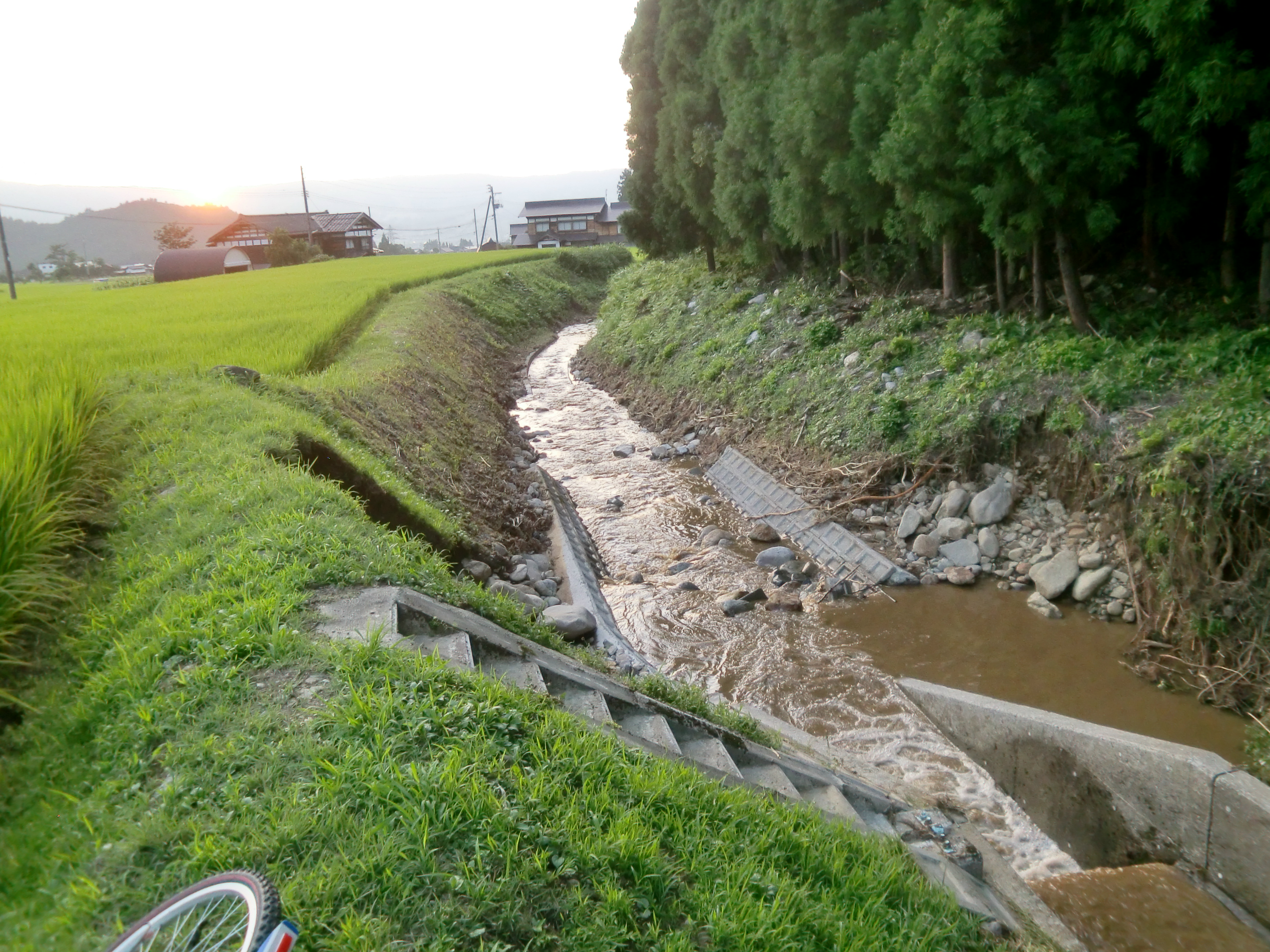
土砂で埋まった山地排水路（新潟・福島豪雨）

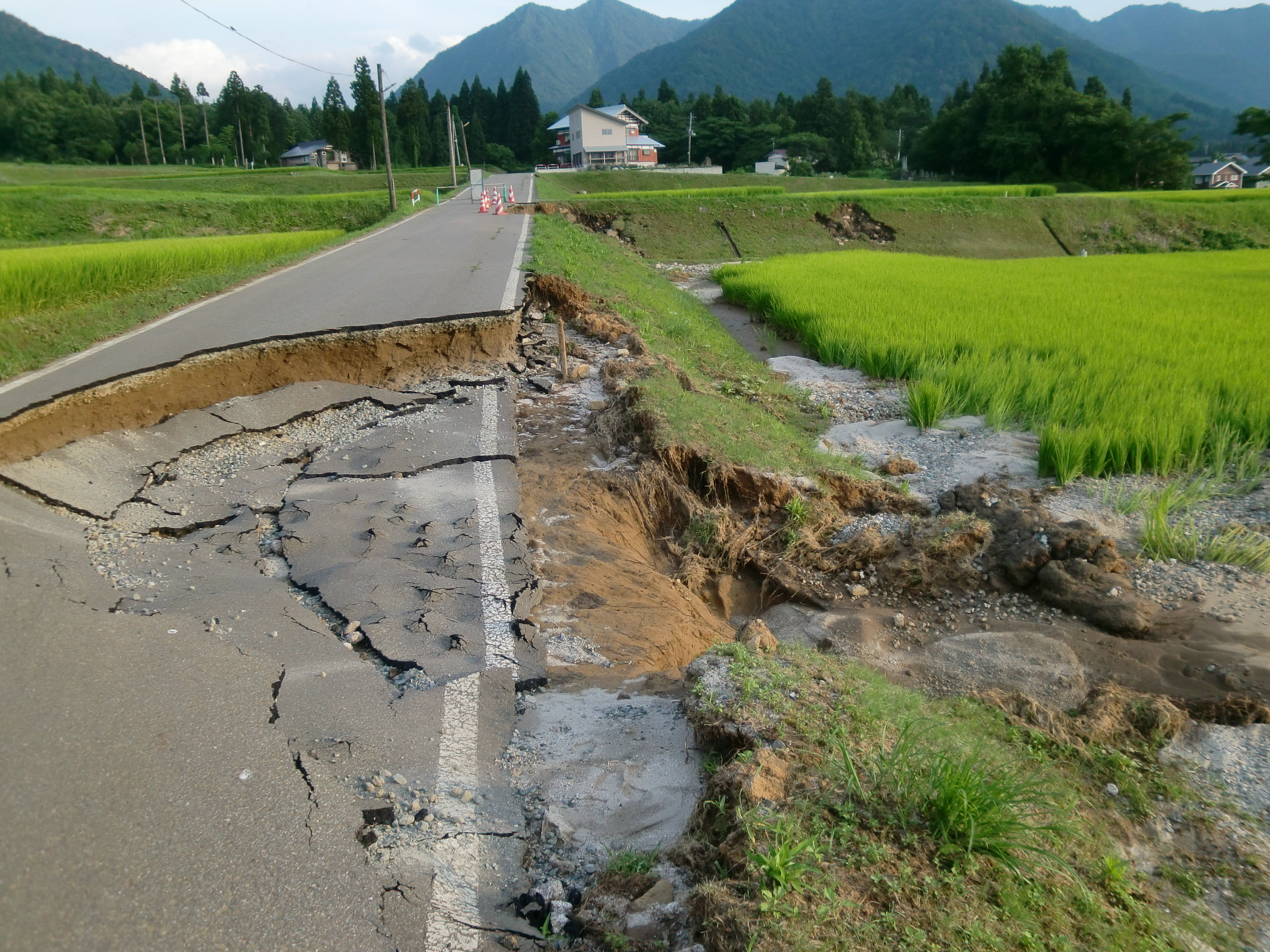
崩落道路

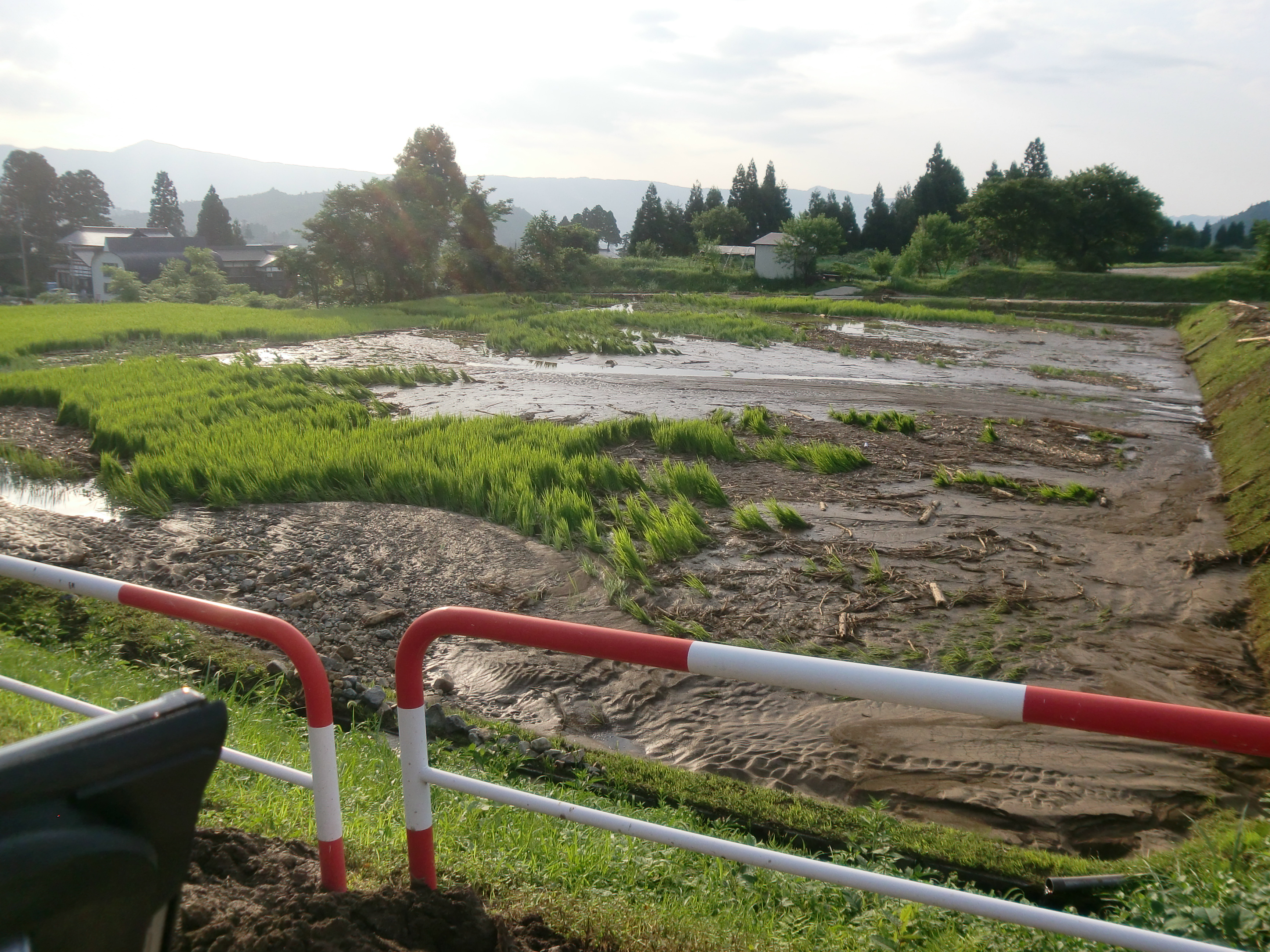
土砂が堆積した魚沼コシヒカリ栽培圃場

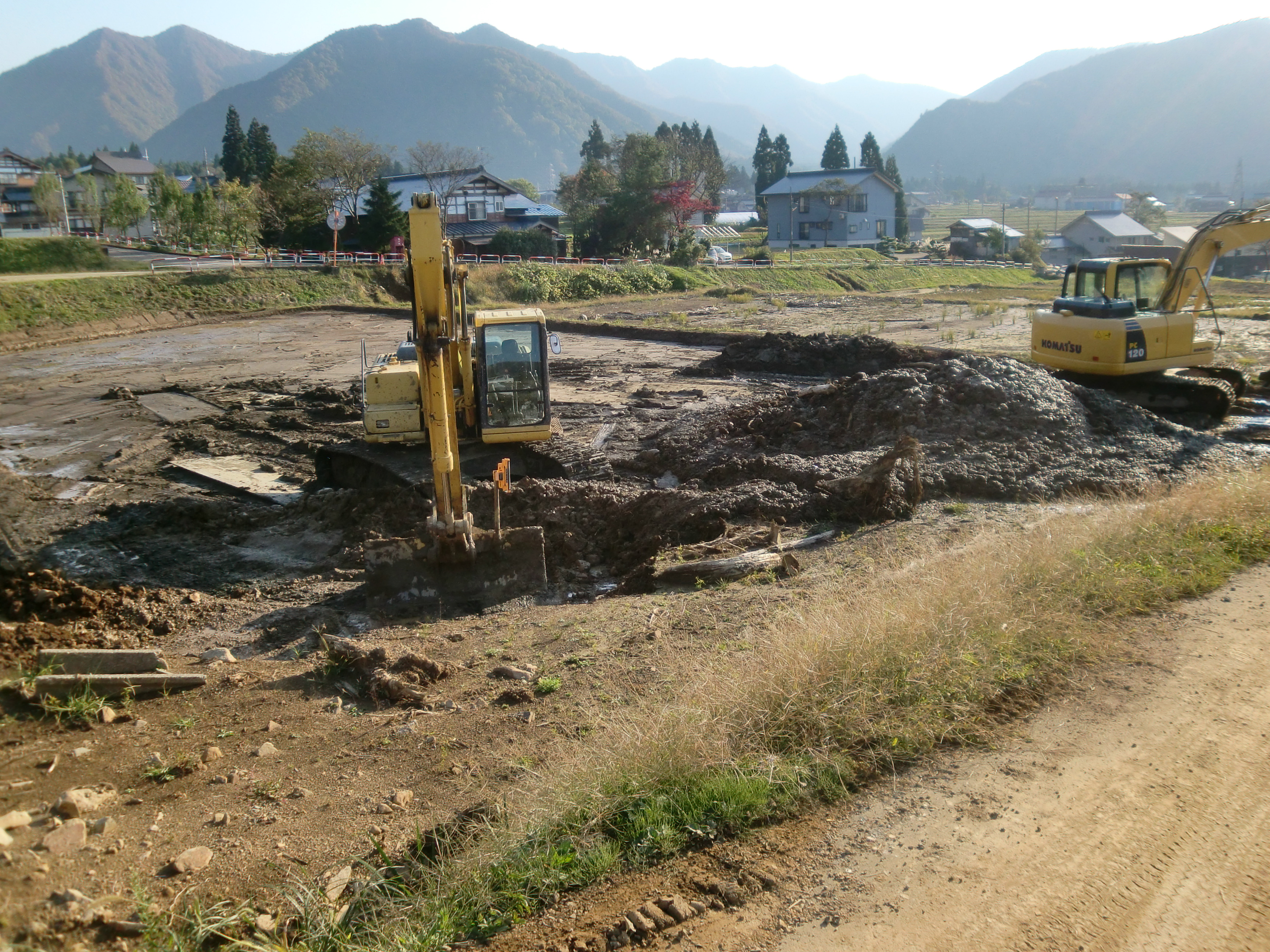
農地復旧事業

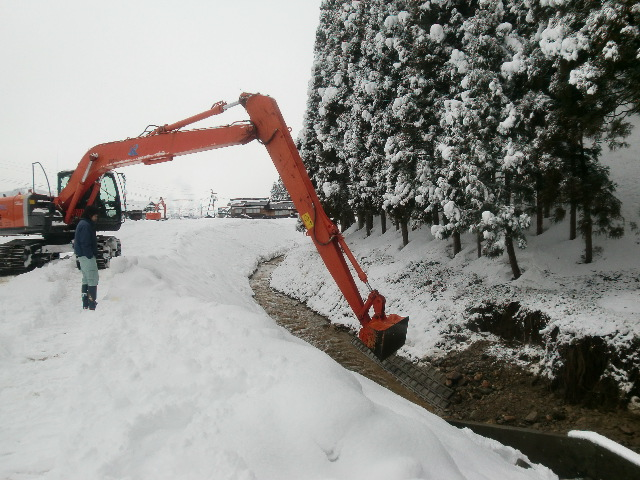
山地排水路復旧事業

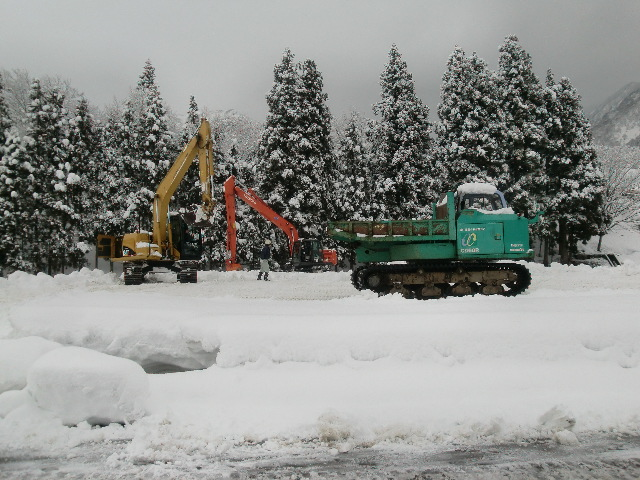
山地排水路復旧事業:2012.03.26

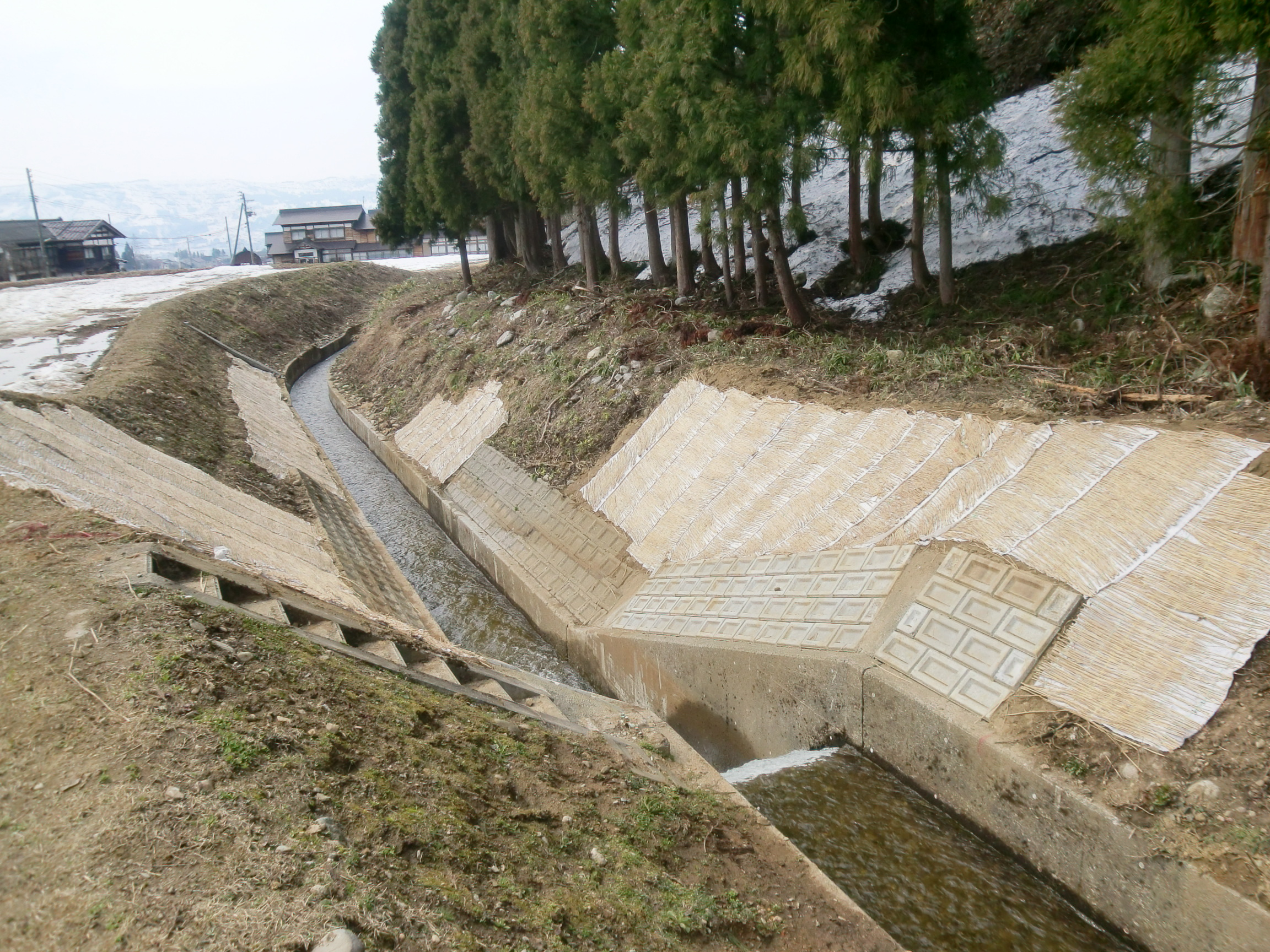
山地排水路復旧事業（工事完了:2012.04.17）

南魚沼土地改良区（みなみうおぬまとちかいりょうく）は、新潟県南魚沼市六日町に本所を置く土地改良区。略称は水土里ネット（みどりネット）南魚土改。地区面積では、新潟県下9番目である。

## 沿革
- 2009年（平成21年）- 2月1日、新潟県より三土改合併の認可を得て発足。
  - 三土改（塩沢東部土地改良区、塩沢町土地改良区、南魚沼中央土地改良区）
    - 塩沢東部土地改良区は、平成3年4月1日に中之島・上田の土地改良区が合併し受益面積1,360ha、組合員数1,587人で発足（中之島土地改良区は、昭和27年設立）（上田土地改良区は、昭和34年に横江堰水利組合を発展解消して設立）
    - 塩沢土地改良区は、昭和28年3月31日に設立され昭和42年4月1日に石打村土地改良区を合併し受益面積1,087ha、組合員数1,458人で発足。
    - 南魚沼中央土地改良区は、昭和42年11月西部土地改良区・昭和55年3月大巻土地改良区・昭和59年3月六日町土地改良区が合併して受益面積1,290ha、組合員数1,882人で発足（用水の確保では魚野川から取水している天野沢揚水機場受益面積742haと宇津野揚水機場受益面積150haがある）
- 2011年（平成23年）- 7月30日、新潟・福島豪雨で甚大な被害を受ける。
  - 農地合計（755ヶ所・被害額2,610,017千円）
    - 田（696ヶ所・被害額2,466,897千円）
    - 畑（59ヶ所・被害額143,120千円）

  - 施設合計（658ヵ所・被害額2,236,926千円）
    - ため池（14ヵ所・被害額53,567千円）
    - 頭首工（14ヵ所・被害額23,750千円）
    - 用水路（230ヵ所・被害額820,818千円）
    - 排水路（220ヶ所・被害額361,732千円）
    - 用排水路（16ヶ所・被害額35,110千円）
    - 揚水機（4ヶ所・被害額215,000千円）
    - 道路（153ヶ所・被害額478,449千円）
    - 橋梁（5ヶ所・被害額38,500千円）
    - 農地保全（2ヵ所・被害額210,000千円）

  - 小水力発電の導入可能性調査。[1]

## 概要
- 地区面積
  - 4,097ha（田：3,265ha、畑：307ha、その他：524ha）
- 組合員数
  - 4,904人
- 職員数
  - 12人

## 本所
- 〒949-6623 新潟県南魚沼市六日町949-6
- http://www.mars.jstar.ne.jp/~m_dokai/